# Daniel Treisman

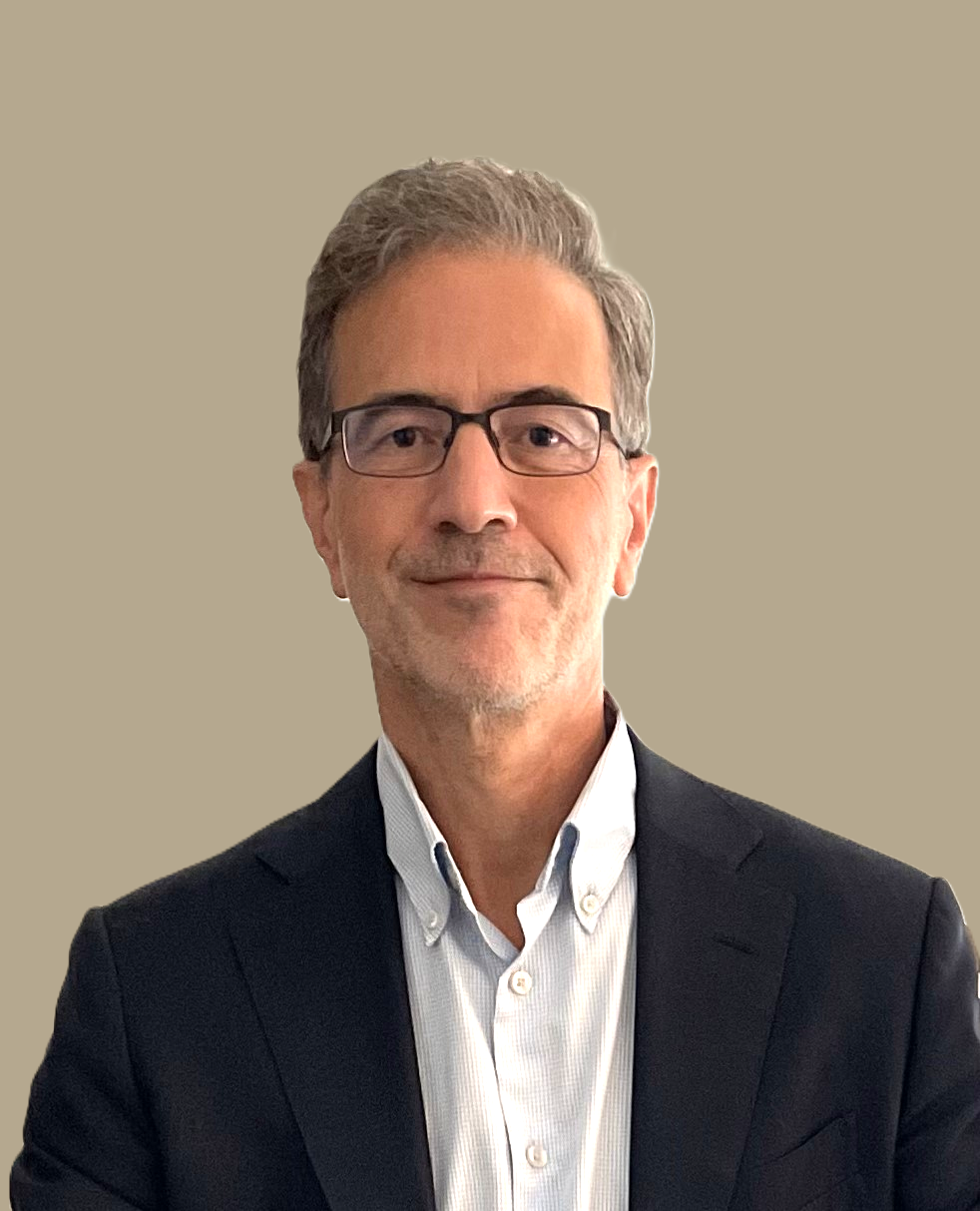
Daniel Treisman en 2024

Daniel Treisman (Oxford, 1964) es un politólogo británico-estadounidense. Es profesor en la Universidad de California en Los Ángeles y ha sido director interino del Centro de Estudios Europeos y Rusos de la UCLA. También es investigador asociado en la Oficina Nacional de Investigación Económica.
Treisman ha publicado libros y artículos en revistas sobre política y economía rusas, autoritarismo, democratización, descentralización política y corrupción. También escribe regularmente para la prensa y publicaciones de actualidad como Foreign Affairs, Foreign Policy, The Washington Post y CNN.com. Entre 2007 y 2010, Treisman fue editor principal interino y luego coeditor de la American Political Science Review. Ha pasado años como investigador visitante en el Centro de Estudios Avanzados en Ciencias del Comportamiento y la Institución Hoover en Stanford, y en el Institut für die Wissenschaften vom Menschen (Instituto de Ciencias Humanas) en Viena.
A mediados de la década de 2010, Treisman reclutó a un equipo de académicos y periodistas, en su mayoría rusos, para investigar la toma de decisiones políticas durante el gobierno de Vladímir Putin. Esto dio como resultado un volumen, editado por Treisman, titulado The New Autocracy: Information, Politics, and Policy in Putin’s Russia. En la introducción, Treisman sostuvo que el enfoque cada vez más autoritario de Putin desde 2012 tenía como objetivo congelar o incluso revertir la rápida modernización económica y social de la década anterior, que, si bien mejoró los niveles de vida, también había provocado protestas contra el régimen. La gestión política del Kremlin alternaba entre dos modos: el «piloto automático», en el que los resultados se decidían a través de batallas feroces entre facciones de élite, y el «control manual», en el que Putin intervenía para dictar los resultados directamente. Treisman ha caracterizado al primer Putin como un clásico «autócrata informativo» o «dictador manipulador» (spin dictator). Desde 2018, Treisman ha descrito a la Rusia de Putin como un país que está volviendo a una «dictadura del miedo» (fear dictatorship), basada en una represión abierta.
En 2022, junto con el economista ruso Serguéi Guríev, publicó Spin Dictators: The Changing Face of Tyranny in the 21st Century (Princeton University Press, 2022). El libro, que se basaba en varios artículos de revistas, exploraba cómo los gobiernos autoritarios habían ido cambiando en las décadas anteriores. Menos dictadores utilizaban una represión violenta abierta para intimidar al público y más, en cambio, simulaban democracia y manipulaban a los medios de comunicación para persuadir a los ciudadanos de que eran líderes eficaces y benévolos. Los autores caracterizan esto como un cambio en el equilibrio global que se aleja de la «dictadura del miedo» (fear dictatorship) para acercarse a la “«dictadura de la manipulación» (spin dictatorship), también denominada “autocracia informativa”. El libro ganó varios premios y ha sido traducido a 13 idiomas, incluidos francés, ruso, japonés y español. La edición en española se ha titulado Los nuevos dictadores. El rostro cambiante de la tiranía en el siglo XXI.